# Krajowy Rejestr Sądowy

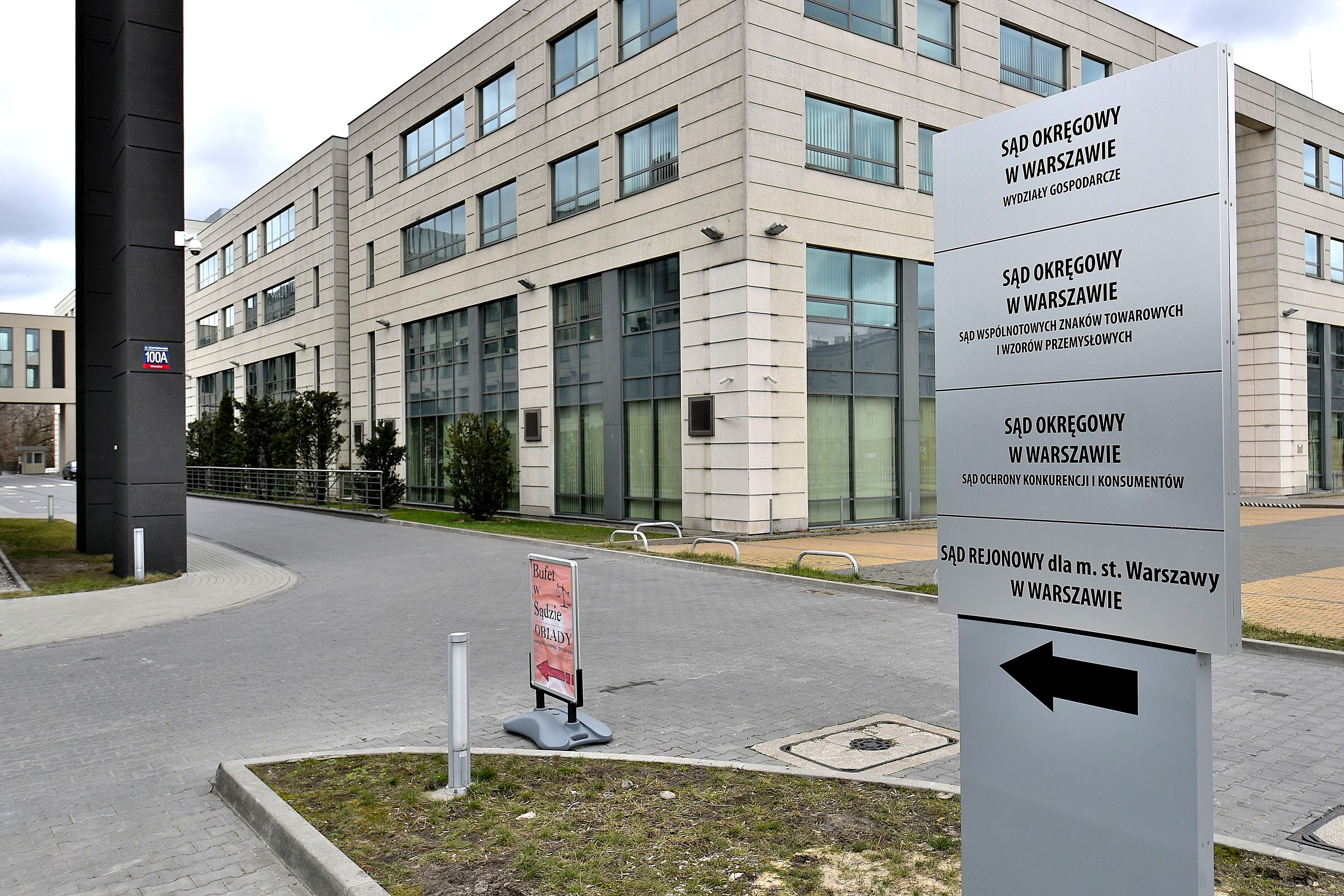
Kompleks budynków Sądu Okręgowego i Sądu Rejonowego dla m.st. Warszawy, w którym mieszczą się Wydziały XII, XIII i XIV Krajowego Rejestru Sądowego

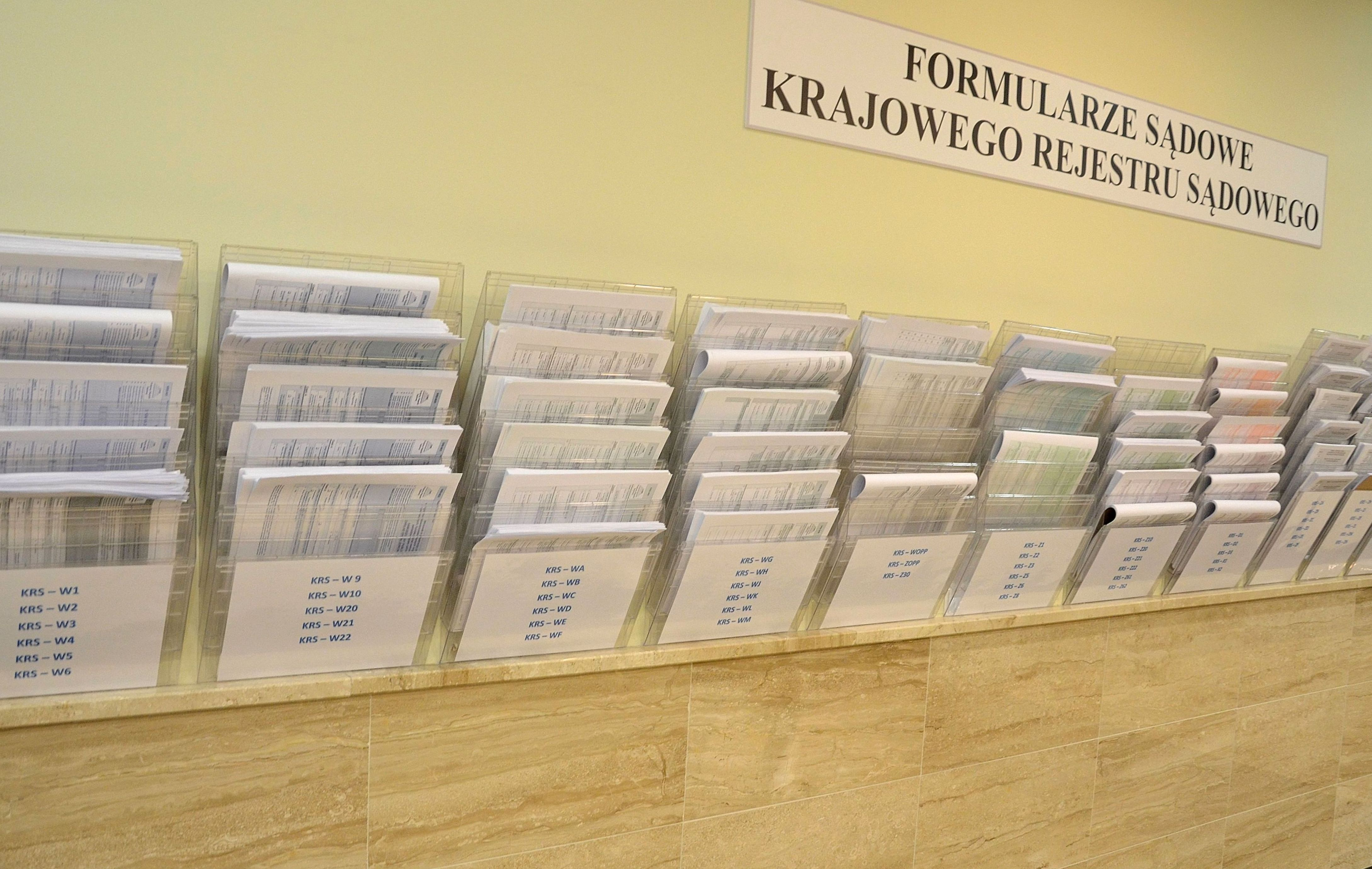
Formularze stosowane w Krajowym Rejestrze Sądowym

Krajowy Rejestr Sądowy (KRS) – rodzaj rejestru publicznego w Polsce, prowadzony przez wybrane sądy rejonowe i Ministerstwo Sprawiedliwości.

## Podstawa prawna
KRS działa od 1 stycznia 2001 na podstawie ustawy z dnia 20 sierpnia 1997 o Krajowym Rejestrze Sądowym. Zastąpił istniejące poprzednio: rejestr handlowy, rejestr fundacji, rejestr stowarzyszeń i rejestr przedsiębiorstw państwowych.
W odróżnieniu od poprzedniego rejestru handlowego, którego poziom dostępności był ograniczony ze względów technicznych, Krajowy Rejestr Sądowy daje możliwość uzyskania informacji o każdym podmiocie podlegającym obowiązkowi wpisu do tego rejestru w formie odpisu, wyciągu lub odpowiedniego zaświadczenia w kilkudziesięciu ekspozyturach Centralnej Informacji Krajowego Rejestru Sądowego na terenie całego kraju. Od czerwca 2012 elektroniczne odpisy aktualne z KRS można pobrać bezpłatnie w Internecie.

## Struktura rejestru
Krajowy Rejestr Sądowy składa się z:
1. rejestru przedsiębiorców,
2. rejestru stowarzyszeń, innych organizacji społecznych i zawodowych, fundacji oraz samodzielnych publicznych zakładów opieki zdrowotnej,
3. rejestru dłużników niewypłacalnych (prowadzony do dnia 1 grudnia 2020[2]).

### Rejestr przedsiębiorców
Rejestr przedsiębiorców składa się z 6 działów:
- W Dziale I rejestru zamieszcza się dane o nazwie lub firmie podmiotu, oznaczenie formy prawnej prowadzonej działalności, siedzibę i adres oraz ewentualne oddziały danego przedsiębiorcy. W dalszej części wyżej wymienionego działu można znaleźć informacje na temat wcześniejszej rejestracji przedsiębiorcy bądź dane na temat sposobu powstania podmiotu, jeśli powstał w wyniku przekształcenia, połączenia lub podziału. Zamieszczona jest w nim również informacja o numerach NIP i REGON. Istotnym elementem działu I jest informacja o umowie spółki lub statucie, na podstawie którego działa przedsiębiorca.
- Dział II rejestru zawiera informacje o sposobie reprezentacji podmiotu oraz dane osób wchodzących w skład organu uprawnionego wraz ze sposobem reprezentacji lub wspólników uprawnionych do reprezentacji spółki osobowej. W dalszej części działu można znaleźć informacje o organie nadzoru, jeżeli występuje oraz o jego składzie osobowym. Dział ten zawiera także informacje o prokurze, osobach pełniących tę funkcję i rodzaju udzielonej prokury.
- W Dziale III rejestru wykazany jest przedmiot działalności przedsiębiorcy według kodów Polskiej Klasyfikacji Działalności, wzmianka o złożeniu rocznego sprawozdania finansowego, uchwały o jego zatwierdzeniu, sprawozdania z działalności jednostki oraz o złożeniu opinii biegłego rewidenta z badania sprawozdania finansowego, jeżeli przedmiotowe sprawozdanie podlegało badaniu – wraz ze wskazaniem okresu, za który zostały złożone wszystkie wymienione wcześniej dokumenty.
- Dział IV rejestru pełni szczególną funkcję ostrzegawczą, bo zawarte są w nim informacje o powstaniu zaległości podatkowych, celnych oraz z tytułu składek za ubezpieczenia społeczne, a także o umorzeniu postępowania egzekucyjnego, prowadzonego przeciwko dłużnikowi z uwagi na fakt, że z egzekucji nie uzyska się sumy wyższej od kosztów egzekucyjnych. Zawiera on również informacje o zabezpieczeniu majątku dłużnika w postępowaniu upadłościowym poprzez zawieszenie prowadzonych przeciwko niemu egzekucji, o oddaleniu wniosku o ogłoszenie upadłości z uwagi na fakt, że majątek niewypłacalnego dłużnika nie wystarcza na zaspokojenie kosztów postępowania.
- W Dziale V rejestru przedsiębiorców zamieszcza się wzmiankę o powołaniu i odwołaniu kuratora.
- Dział VI zawiera informacje o otwarciu i zakończeniu likwidacji, ustanowieniu zarządu i zarządu komisarycznego, dane likwidatorów bądź zarządców wraz ze sposobem reprezentacji. W dziale tym podlegają również ujawnieniu dane o połączeniu lub przekształceniu przedsiębiorcy, informacja o ogłoszeniu upadłości, wszczęciu postępowania naprawczego wraz z danymi syndyka albo zarządcy przymusowego.

Rejestr przedsiębiorców KRS nie obejmuje przedsiębiorców prowadzących działalność w formie jednoosobowej działalności gospodarczej, którzy podlegają rejestracji do Centralnej Ewidencji i Informacji o Działalności Gospodarczej (CEIDG).
Wpisy do rejestru przedsiębiorców podlegają obowiązkowi ogłoszenia w Monitorze Sądowym i Gospodarczym. Istnieją wyjątki od tej zasady (np. nie podlegają ogłoszeniu wpisy w dziale IV).
W listopadzie 2021 do rejestru przedsiębiorców było wpisanych 609 061 podmiotów.

### Rejestr stowarzyszeń, innych organizacji społecznych i zawodowych, fundacji oraz samodzielnych publicznych zakładów opieki zdrowotnej
Rejestr stowarzyszeń, innych organizacji społecznych i zawodowych, fundacji oraz samodzielnych publicznych zakładów opieki zdrowotnej: Zakres podmiotów podlegających ujawnieniu w tym rejestrze określa załącznik nr 3 do rozporządzenia ministra sprawiedliwości z dnia 17 listopada 2014 w sprawie szczegółowego sposobu prowadzenia rejestrów wchodzących w skład Krajowego Rejestru Sądowego oraz szczegółowej treści wpisów w tych rejestrach.
W listopadzie 2021 do rejestru było wpisanych 130 140 podmiotów.

### Rejestr dłużników niewypłacalnych
Jego celem była rejestracja, a następnie publiczne ujawnianie przypadków niesolidności lub nieudolności w spłacie długów, fakty przymusowego egzekwowania takich długów z wykorzystaniem egzekucji administracyjnej i cywilnej, jak również ogłoszenia upadłości i inne zdarzenia istotne w postępowaniu upadłościowym. Ujawniając takie informacje potencjalni wierzyciele mogli uniknąć nawiązania stosunków prawnych z partnerami o niepewnym stanie majątkowym, zagrożonym toczącym się postępowaniem egzekucyjnym lub upadłościowym.
Wpis do Rejestru Dłużników Niewypłacalnych mógł być dokonany na wniosek lub też z urzędu na podstawie art. 55 ustawy o KRS.

## Funkcje rejestru
KRS pełni dwie zasadnicze funkcje: informacyjną i legalizacyjną. Funkcja informacyjna polega na tym, że KRS stanowi ogólnopolską bazę danych o podmiotach uczestniczących w obrocie gospodarczym. Funkcja legalizacyjna polega na tym, że dopiero wpis do rejestru pozwala na dokonywanie dalszych czynności prawnych (często jest to jednoznaczne z uzyskaniem osobowości prawnej).
Celem zapewnienia prawdziwości danych zawartych w rejestrze, jak również ich zupełności, w ustawie o Krajowym Rejestrze Sądowym zawarto domniemanie prawdziwości wpisów w rejestrze. Jednakże w przypadku wykrycia niezgodności stanu faktycznego z zapisem rejestrowym, do dyspozycji sądu rejestrowego oddano środki prawne mające za zadanie przywrócenie stanu zgodnego z obowiązującymi przepisami. Środki te mają za zadanie ochronę podstawowych zasad ustrojowych, zawartych w ustawie o Krajowym Rejestrze Sądowym.
KRS jest jawny pod względem formalnym – każdy ma prawo zapoznać się z danymi wpisanymi do rejestru, otrzymać odpis, wyciąg lub zaświadczenie dotyczące danych zawartych w rejestrze. Każdy ma prawo przeglądać akta rejestrowe podmiotów podlegających wpisowi do rejestru przedsiębiorców w siedzibie sądu rejestrowego (w czytelniach akt mieszczących się w budynkach sądów rejonowych, w których znajdują się wydziały gospodarcze KRS). Do przeglądania akt nie trzeba wykazywać jakiegokolwiek interesu prawnego czy faktycznego. Odpisy i wyciągi można pobierać w ekspozyturach Centralnej Informacji Krajowego Rejestru Sądowego lub w Internecie.
Od 2013 możliwa jest automatyczna wymiana danych pomiędzy Krajowym Rejestrem Sądowym a Krajowym Rejestrem Karnym (KRK), dzięki czemu sądy rejestrowe na bieżąco mogą weryfikować informacje, czy zgłoszona do KRS osoba nie jest skazana za jedno z przestępstw, które uniemożliwia wpisanie jej do rejestru.

## Informacje o podmiotach wpisanych do KRS w Internecie
Od 28 czerwca 2012 na stronach Ministerstwa Sprawiedliwości działa wyszukiwarka podmiotów zarejestrowanych w Krajowym Rejestrze Sądowym, dzięki której można bezpłatnie pobrać elektroniczny dokument (w formacie PDF) Centralnej Informacji KRS odpowiadający aktualnemu odpisowi z rejestrów przedsiębiorców i stowarzyszeń.
Dzięki nowej usłudze nie jest już konieczne odwiedzanie sądu rejestrowego ani uiszczanie osobnych opłat za wydanie odpisu aktualnego z Krajowego Rejestru Sądowego, gdyż pobrane samodzielnie wydruki komputerowe aktualnych informacji o podmiotach wpisanych do Rejestru mają moc zrównaną z mocą dokumentów wydawanych przez Centralną Informację pod warunkiem, że posiadają cechy umożliwiające ich weryfikację z danymi zawartymi w Rejestrze (art. 4 ust. 4aa ustawy o KRS). Do 31 grudnia 2012 ze strony Ministerstwa Sprawiedliwości pobrano ponad 5 milionów bezpłatnych elektronicznych odpisów aktualnych z KRS.

## Siedziba i obszary właściwości
Krajowy Rejestr Sądowy prowadzony jest w systemie informatycznym przez 27 wydziałów gospodarczych Krajowego Rejestru Sądowego, które znajdują się w 21 sądach rejonowych. W większości przypadków (poza sądami w miastach znajdujących się w województwach: kujawsko-pomorskim, śląskim i zachodniopomorskim) obszar ich właściwości pokrywa się z obszarem całego województwa.
|    | Sąd                                                | Numer wydziału                                                                             | Adres                                 |
| -- | -------------------------------------------------- | ------------------------------------------------------------------------------------------ | ------------------------------------- |
| 1  | Sąd Rejonowy w Białymstoku                         | - XII Wydział Gospodarczy KRS                                                              | ul. Mickiewicza 103                   |
| 2  | Sąd Rejonowy w Bielsku-Białej                      | - VIII Wydział Gospodarczy KRS                                                             | ul. Bogusławskiego 24                 |
| 3  | Sąd Rejonowy w Bydgoszczy                          | - XIII Wydział Gospodarczy KRS                                                             | ul. Toruńska 64A                      |
| 4  | Sąd Rejonowy w Częstochowie                        | - XVII Wydział Gospodarczy KRS                                                             | ul. Żwirki i Wigury 9/11              |
| 5  | Sąd Rejonowy Gdańsk-Północ w Gdańsku               | - VII Wydział Gospodarczy KRS - VIII Wydział Gospodarczy KRS                               | ul. Piekarnicza 10                    |
| 6  | Sąd Rejonowy w Gliwicach                           | - X Wydział Gospodarczy KRS                                                                | ul. Powstańców Warszawy 23            |
| 7  | Sąd Rejonowy Katowice-Wschód w Katowicach          | - VIII Wydział Gospodarczy KRS                                                             | ul. Lompy 14                          |
| 8  | Sąd Rejonowy w Kielcach                            | - X Wydział Gospodarczy KRS                                                                | ul. Malików 146a                      |
| 9  | Sąd Rejonowy w Koszalinie                          | - IX Wydział Gospodarczy KRS                                                               | ul. gen. Wł. Andersa 34               |
| 10 | Sąd Rejonowy dla Krakowa-Śródmieścia w Krakowie    | - XI Wydział Gospodarczy KRS - XII Wydział Gospodarczy KRS                                 | ul. Przy Rondzie 7                    |
| 11 | Sąd Rejonowy Lublin-Wschód w Świdniku              | - VI Wydział Gospodarczy KRS                                                               | ul. Kardynała Stefana Wyszyńskiego 18 |
| 12 | Sąd Rejonowy dla Łodzi-Śródmieścia w Łodzi         | - XX Wydział Gospodarczy KRS                                                               | ul. Pomorska 37                       |
| 13 | Sąd Rejonowy w Olsztynie                           | - VIII Wydział Gospodarczy KRS                                                             | ul. Partyzantów 70                    |
| 14 | Sąd Rejonowy w Opolu                               | - VIII Wydział Gospodarczy KRS                                                             | ul. Plebiscytowa 3A                   |
| 15 | Sąd Rejonowy Poznań-Nowe Miasto i Wilda w Poznaniu | - VIII Wydział Gospodarczy KRS - IX Wydział Gospodarczy KRS                                | ul. Chlebowa 4/8                      |
| 16 | Sąd Rejonowy w Rzeszowie                           | - XII Wydział Gospodarczy KRS                                                              | ul. gen. J. Kustronia 4               |
| 17 | Sąd Rejonowy Szczecin-Centrum w Szczecinie         | - XIII Wydział Gospodarczy KRS                                                             | ul. Królowej Korony Polskiej 31       |
| 18 | Sąd Rejonowy w Toruniu                             | - VII Wydział Gospodarczy KRS                                                              | ul. Młodzieżowa 31                    |
| 19 | Sąd Rejonowy dla m.st. Warszawy w Warszawie        | - XII Wydział Gospodarczy KRS - XIII Wydział Gospodarczy KRS - XIV Wydział Gospodarczy KRS | ul. Czerniakowska 100                 |
| 20 | Sąd Rejonowy dla Wrocławia-Fabrycznej we Wrocławiu | - VI Wydział Gospodarczy KRS - IX Wydział Gospodarczy KRS                                  | ul. Poznańska 16                      |
| 21 | Sąd Rejonowy w Zielonej Górze                      | - VIII Wydział Gospodarczy KRS                                                             | ul. Kożuchowska 8                     |